# Eoophyla simplex
Eoophyla simplex is een vlinder uit de familie van de grasmotten (Crambidae), uit de onderfamilie van de Acentropinae. De wetenschappelijke naam van deze soort is voor het eerst gepubliceerd in 1931 door Reginald James West.
De soort komt voor in de Filipijnen (Luzon).